# صداهای قلبی

Front of thorax, showing surface relations of bones, lungs (purple), pleura (blue), and قلب (red outline). The location of best auscultation for each heart valve are labeled with "M", "T", "A", and "P". First heart sound: caused by atrioventricular valves - Mitral (M) and Tricuspid (T). Second heart sound caused by semilunar valves -- Aortic (A) and Pulmonary/Pulmonic (P).

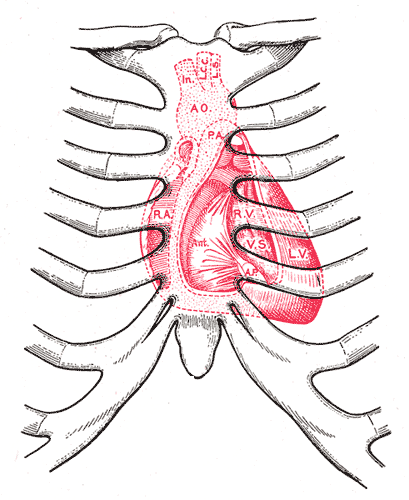
Diagram showing relations of opened heart to front of thoracic wall. Ant. Anterior segment of دریچه سه‌لتی. A O. آئورت. A.P. Anterior papillary muscle. In. سرخرگ بازویی-سری. L.C.C. Left common carotid artery. L.S. Left subclavian artery. L.V. بطن (قلب). P.A. سرخرگ ریوی. R.A. دهلیز راست. R.V. بطن (قلب). V.S. Ventricular septum.

صداهای قلبی صداهایی هستند که از حرکت جریان خون در قلب و عروق پیرامونی تولید می‌شوند و هنگام گوش دادن آن با گوشی پزشکی ممکن است شنیده شوند. این صداها می‌توانند طبیعی یا غیرطبیعی باشند. سوفل قلب به صداهای غیر عادی قلب گفته می‌شود که در اثر گردش متلاطم خون در بدن ایجاد می‌شود مانند سوفل سیستولیکی که در بیماران دچار تنگی دریچه آئورت شنیده می‌شود.
صداهای قلبی به دو گروه اصلی سیستولیک (قابل سمع هنگام سیستول قلبی) و دیاستولیک (قابل سمع هنگام دیاستول) تقسیم می‌شوند.

شنود (پزشکی) from normal and abnormal heart sounds.

## صداهای طبیعی قلب
به صورت طبیعی صدای اول قلب (S1) هنگام آغاز سیستول سمع (انقباض بطن های قلب) و ناشی از بسته شدن دریچه‌های دهلیزی-بطنی(دولختی و سه لختی) است. صدای دوم قلب (S2) هنگام آغاز دیاستول قلبی شنیده می‌شود و ناشی از بسته شدن دریچه‌های آئورت و شریان ریوی (دریچه های سینی آئورتی و ششی) است. بین صدای اول و دوم S2 با زمان سیستول قلب مطابقت دارد و این زمان به طور طبیعی کوتاهتر از زمان بین صدای دوم و اول (دیاستول) است.
وجود مانع در پر شدن بطن در مرحله دیاستول ممکن است باعث ارتعاشات ناپایداری گردد که خیلی شبیه به هم است، هرچند قدری آهسته‌تر از صدای اول و دوم قلب است. در اینصورت صداهای قلب به صورت ترکیبی از سه جزء شنیده می‌شود که تأثیر آن بر شنوایی چون تاختن اسب است؛ بنابراین آن را ریتم گالوپ می‌نامند که ممکن است در ابتدای دیاستول، هنگام پر شدن سریع بطن یا موقع انقباض دهلیزی در سیکل قلبی شنیده شود.

## محل شنیدن صداهای قلبی
صدای اول قلب از بسته شدن دریچه‌های میترال و تریکوسپید ایجاد می‌شود اگرچه ارتعاش دیواره بطن نیز می‌تواند در تولید صدا شرکت داشته باشد؛ لذا صدا در تمامی نواحی جلو قلبی شنیده می‌شود، ولی بهترین محل شنیدن آن ناحیه میترال است و صدای دریچه میترال در راس قلب یا PMI بهتر شنیده می‌شود. صدای دریچه تریکوسپید در چهارمین فضای بین دنده‌ای چپ بهتر قابل سمع است.
صدای دوم قلب را بسته شدن دریچه آئورت و ریوی ایجاد می‌کند. هرچند این دو دریچه با هم بسته می‌شوند، ولی معمولاً دریچه ریوی کمی بعد از دریچه آئورت بسته می‌شود لذا صدای دوم اغلب دو قسمتی است. (دو جزء صدا وجود دارد) S2 بلندترین صدای قاعده قلب است. جزء آئورتی صدای دوم در ناحیه آئورتی و جزء ریوی به خوبی در ناحیه آپکس (البته با شدت کمتری) سمع می‌گردد. صدای دریچه آئورت در دومین فضای بین دنده‌ای راست و صدای دریچه پولمونر در دومین فضای بین دنده‌ای چپ بهتر شنیده می‌شود.